# Mausbachtal
Das 23,7 ha große Naturschutzgebiet Mausbachtal liegt südwestlich des Kerngebietes der Stadt Wipperfürth im Oberbergischen Kreis und trägt die Schlüsselnummer GM-103. Das Gebiet erstreckt entlang des Bachtales des Mausbaches von Wüstenhof bis zur Mündung des Mausbaches in die Große Dhünn bei Neumühle. Zum Naturschutzgebiet Mausbachtal gehören auf die beiden linken Nebenbachtäler des Liethsiefens und des Hirschfelder Baches.

## Beschreibung
Das Fachinformationssystem des Landesamtes für Natur, Umwelt und Verbraucherschutz in NRW beschreibt das Hirschfelder Bachtal und untere Mausbachtal ab der Einmündung des Liethsiefens wie folgt:

„Das Gebiet umfasst ein langgestrecktes Bachtal östlich von Unterschneppen sowie den Unterlauf des Mausbachs als Vorfluter. Die ehemals offene Aue des Mausbachs ist mit einem jungen Laubmischwald aus Berg-Ahorn, Hainbuche, Esche und Schwarz-Erle aufgeforstet, in dessen Krautschicht die Große Brennessel den Aspekt bestimmt, wohingegen Feuchtigkeitszeiger wie Mädesüß und Winkel-Segge recht selten sind. Das langgestreckte Bachtal besitzt oberhalb (südlich) seiner Einmündung in den Mausbach überwiegend offenen Charakter. Teilweise ist in der Aue Feuchtgrünland in Form von blütenreichen Nasswiesen oder Hochstauden-Feuchtbrachen entwickelt, zumeist überwiegt jedoch Intensivgrünland (Mähwiesen und Weiden). Das Biotop ist aufgrund seines Strukturreichtums und des teilweise guten Erhaltungszustands des Feuchtgrünlands in der Aue in besonderer Weise repräsentativ für die Bergischen Hochflächen. Zudem besitzen die jungen Laubmischwälder längs des Mausbachs ein hohes Entwicklungspotenzial als Erlen-Eschen-Auwälder. Dies zusammengenommen begründet die Naturschutzwürdigkeit des Gebietes. Das Gebiet ist Teil des Fließgewässerverbundsystems in den Bergischen Hochflächen. Der Bach ist über den Mausbach im Norden mit dessen Oberlauf sowie mit der Großen Dhünn als wichtigem regionalen Vorfluter vernetzt. Hauptentwicklungsziel ist der Erhalt und die Optimierung eines naturnahen Bachtals durch extensive Mahd des Auengrünlands.“

Das obere und mittlere Mausbachtal und das Bachtal des Liethsiefens werden durch das Landesamt wie folgt beschrieben:

„Das Gebiet umfasst das ost-west-gerichtete Mausbachtal mit dem mehr oder minder stark eingekerbten gleichnamigen, langgestreckten Bach (Mittelabschnitt als Sohlenkerbtal, unterer Abschnitt als Kerbsohlental) und dem angrenzenden Grünland westlich von Lamsfuß bis zur Einmündung eines Quellsiefens, der bei Lieth seinen Ursprung nimmt. Ein weiterer Seitenbach mündet westlich von Erlen ein. An seinem Oberlauf ist ein naturnaher Buchenwald ausgebildet. Das bachbegleitende Grünland wird zumeist intensiv als Rinderweide genutzt, teilweise auch als Mähwiese. Ein nicht unerheblicher Flächenanteil ist brachgefallen. Blütenreiches Magergrünland ist nur noch fragmentarisch entwickelt. Am Unterlauf tritt zudem Feuchtgrünland in Form von artenreichen Nasswiesen und Hochstauden-Feuchtbrachen auf. Hier kommen auch Neophytenfluren mit dem invasiven Drüsigen Springkraut vor. Das Biotop ist aufgrund seines Strukturreichtums repräsentativ für den Naturraum. Es ist Bestandteil des Fließgewässerverbundsystems der Bergischen Höhen, und ist über den Unterlauf des Mausbachs mit der Großen Dhünn als wichtiger regionaler Vorfluter vernetzt. Hauptentwicklungsziel ist der Erhalt eines offenen, strukturreichen Bachtals durch extensive Grünlandnutzung in Form von Mahd statt Beweidung, Wiederinnutuzungnahme der Brachen und Zurückdrängen des Drüsigen Springkrauts als invasiver Neophyt. Zudem sollte auf eine Stickstoffdüngung zur Entwicklung blütenreicher Wiesen verzichtet werden.“

An hervorzuhebenden Pflanzenarten im Naturschutzgebiet seien beispielhaft genannt:
Echtes Mädesüß (Filipendula ulmaria), Eisenhut-Hahnenfuß (Ranunculus aconitifolius), Sumpf-Schwertlilie (Iris pseudacorus), Pestwurz (Petasites hybridus), Kleiner Wiesenknopf (Sanguisorba minor), Kuckucks-Lichtnelke (Lychnis flos-cuculi), Sumpf-Helmkraut (Scutellaria galericulata) und Sumpf-Schafgarbe (Achillea ptarmica).

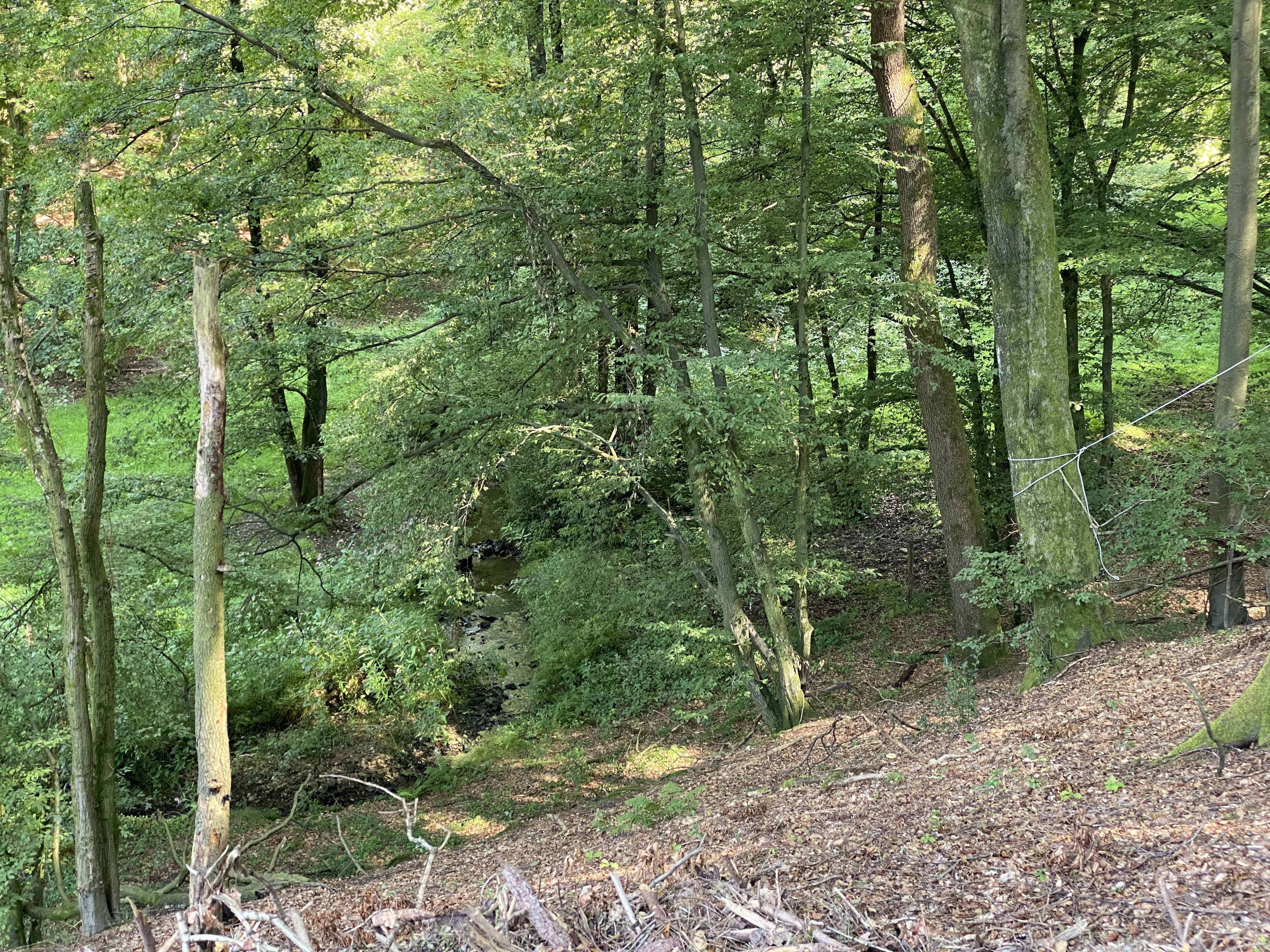
Mausbach im Buchenwald südl. Untermausbach
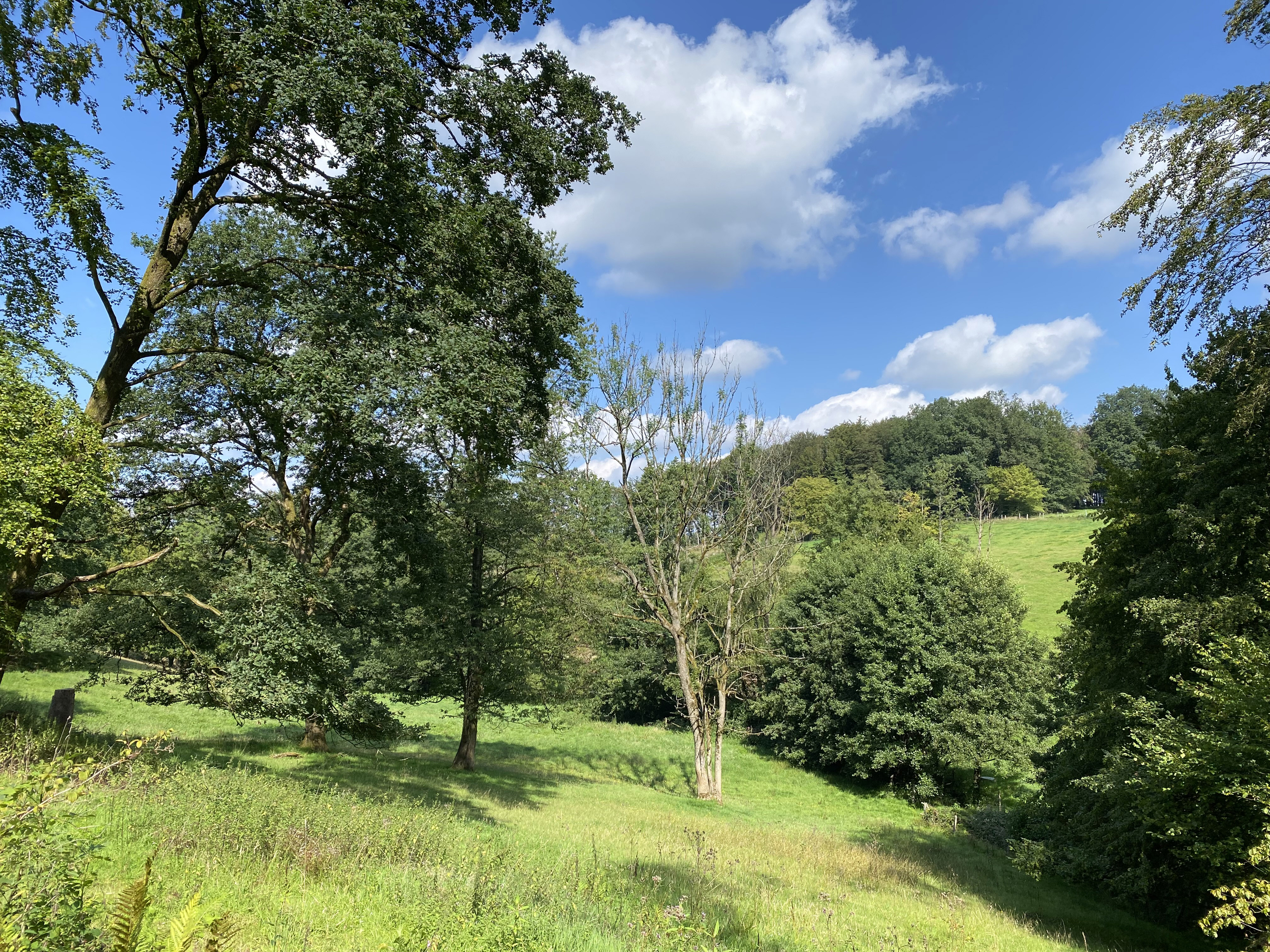
Mausbachtal mit parkähnlichem Charakter
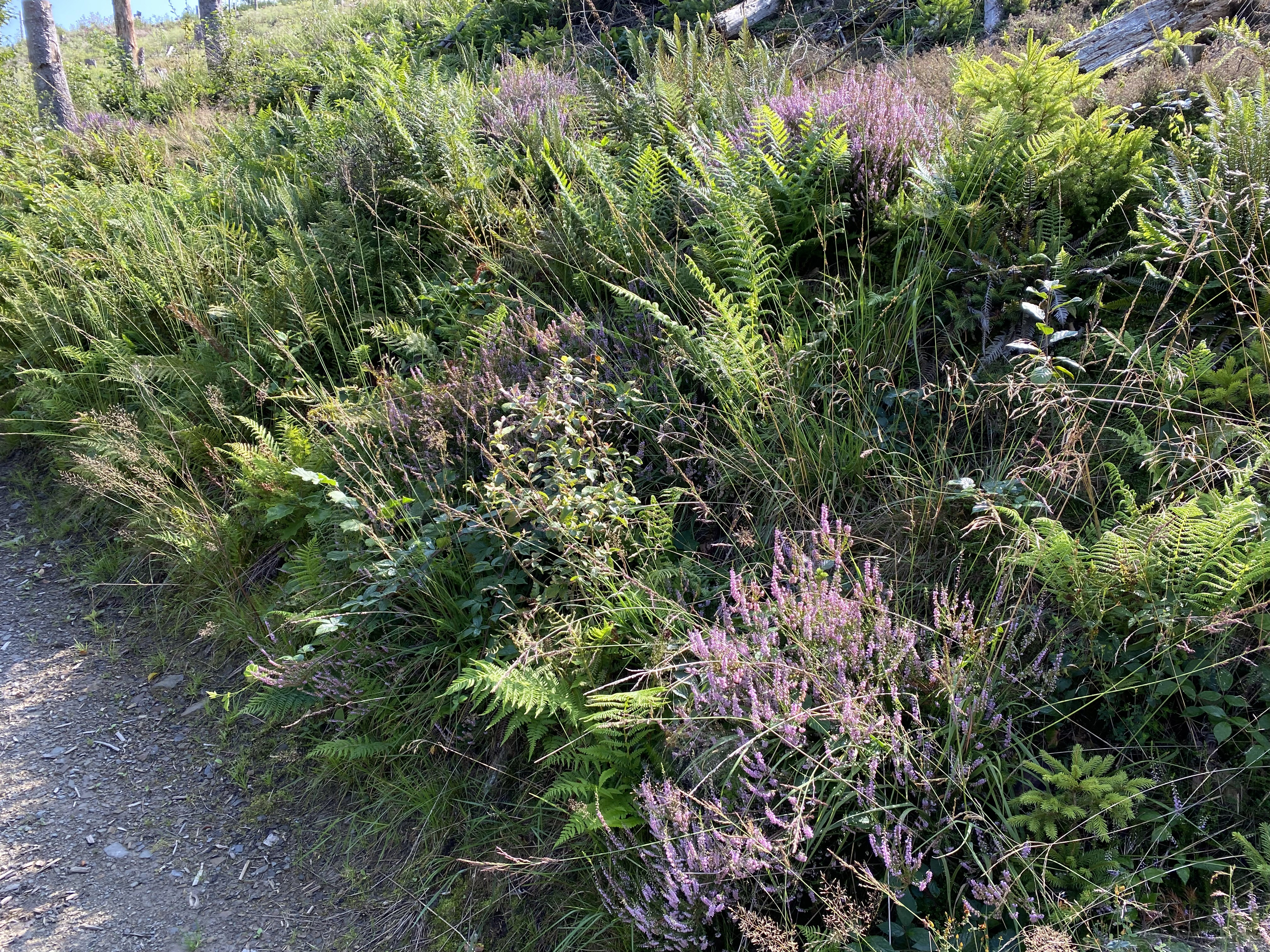
Heidekraut, Farn und Pfeifengras am Wanderweg A3
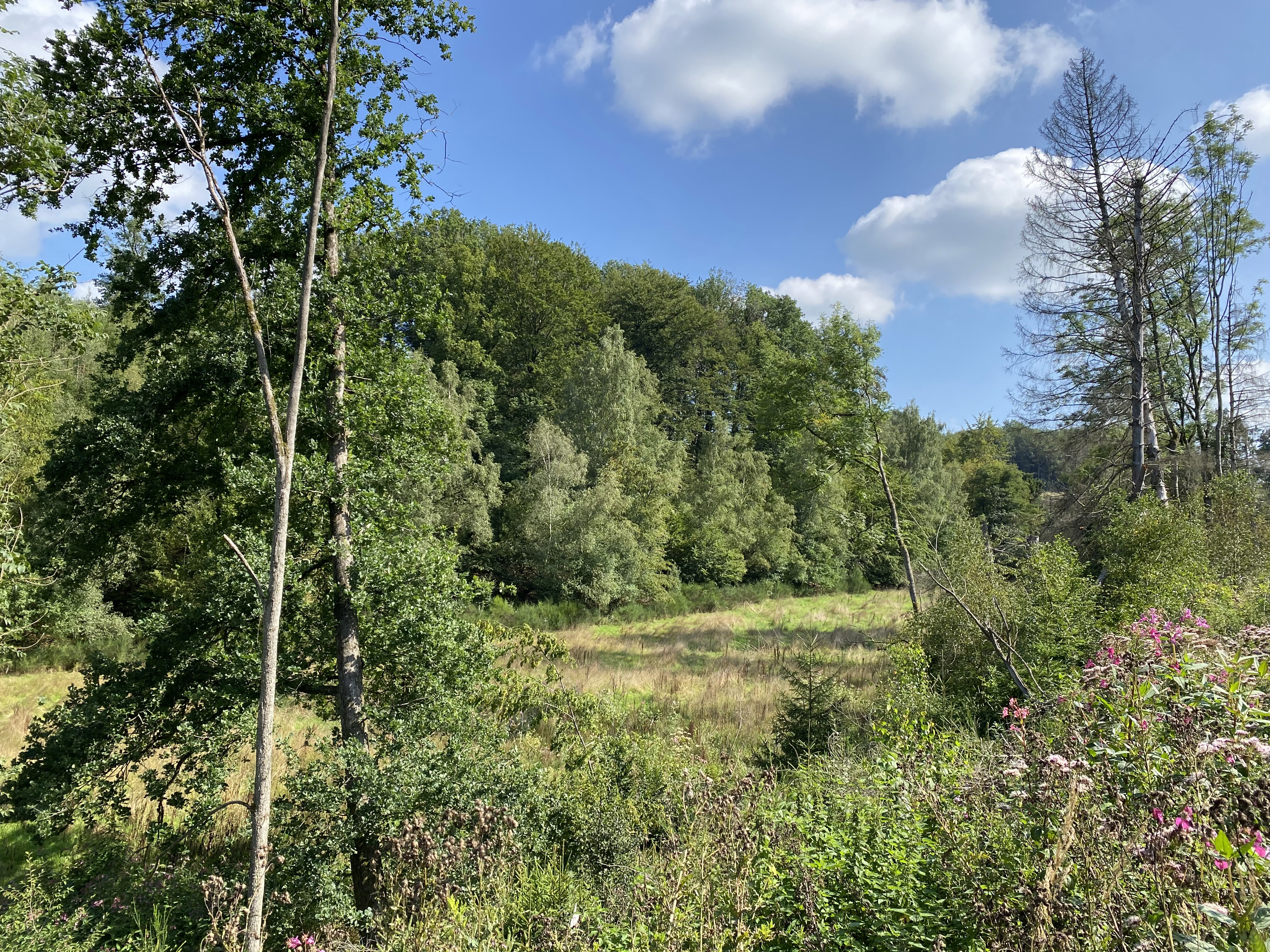
Mittleres Mausbachtal
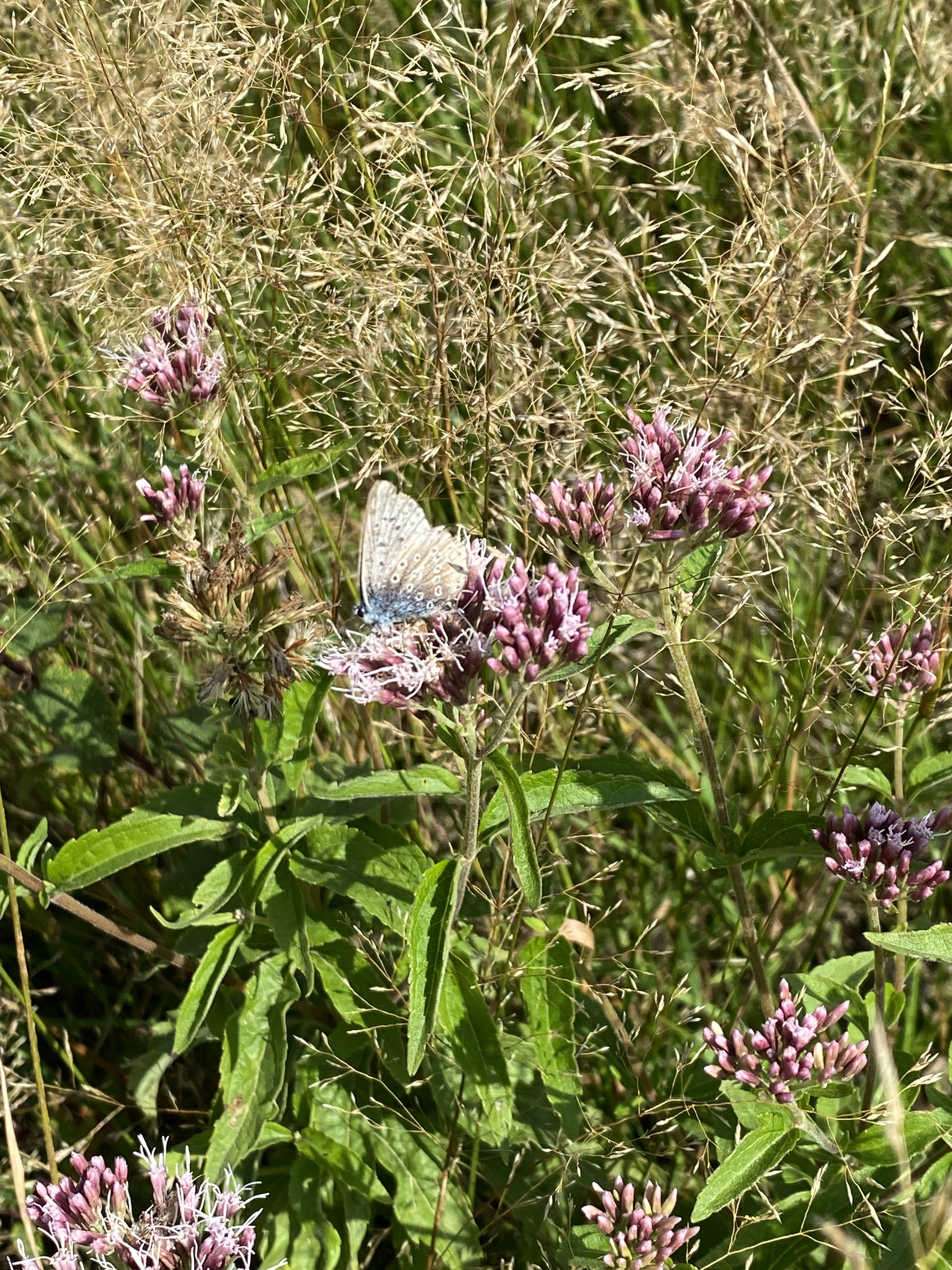
Bläuling auf Wasserdost
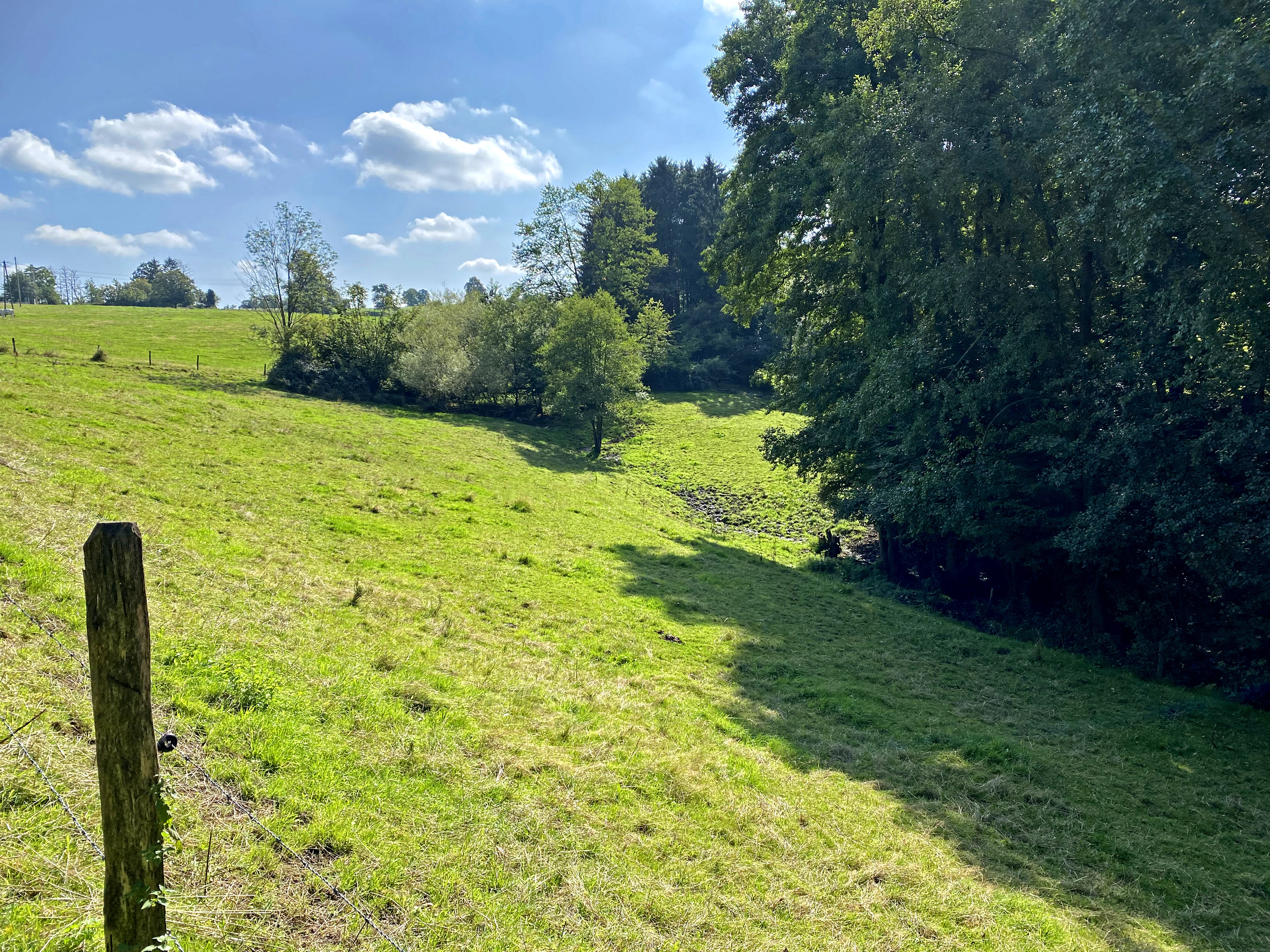
Quellgebiet des Liethsiefens
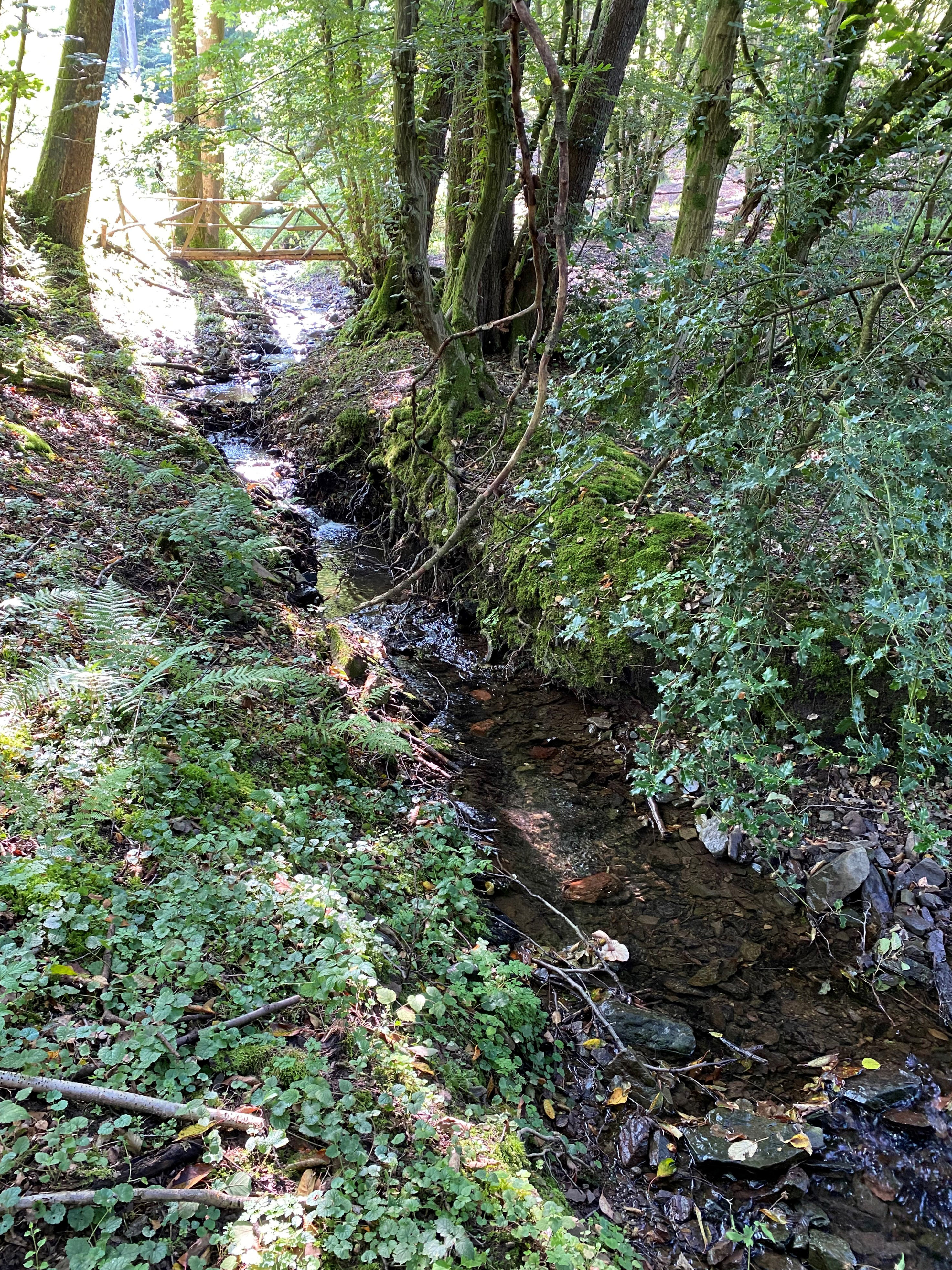
Liethsiefen
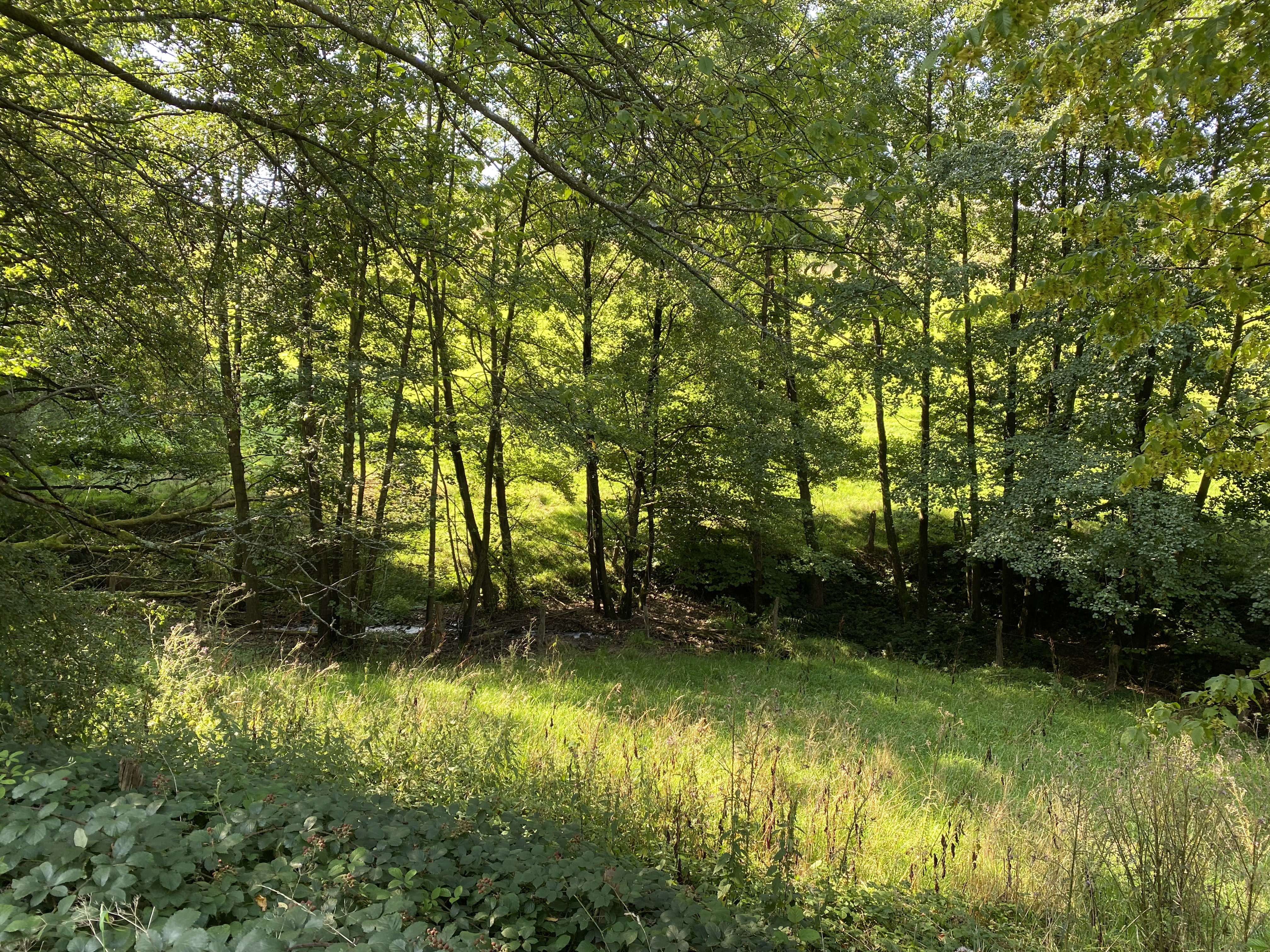
Unterer Liethsiefen
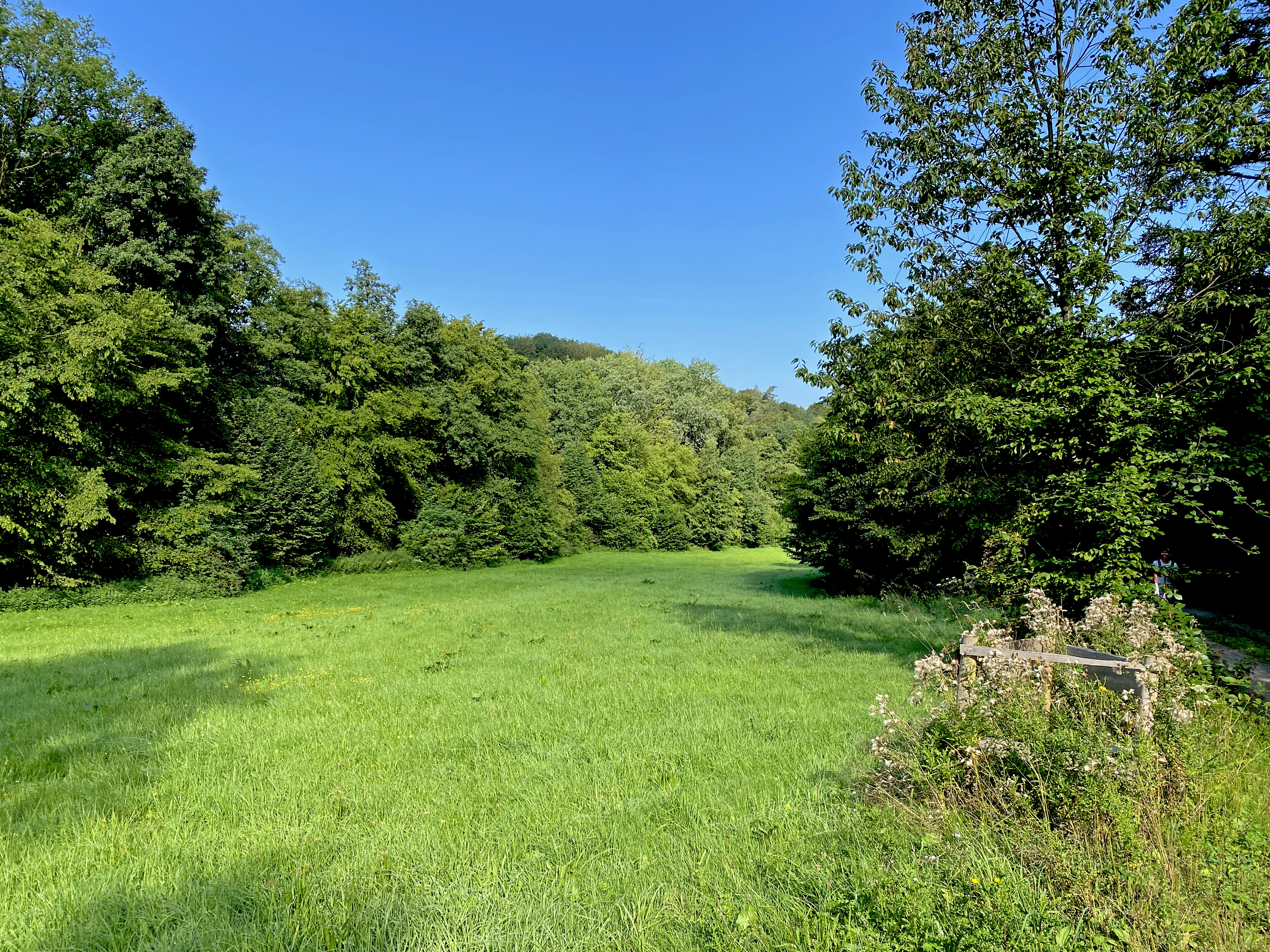
Hirschfelder Bachtal
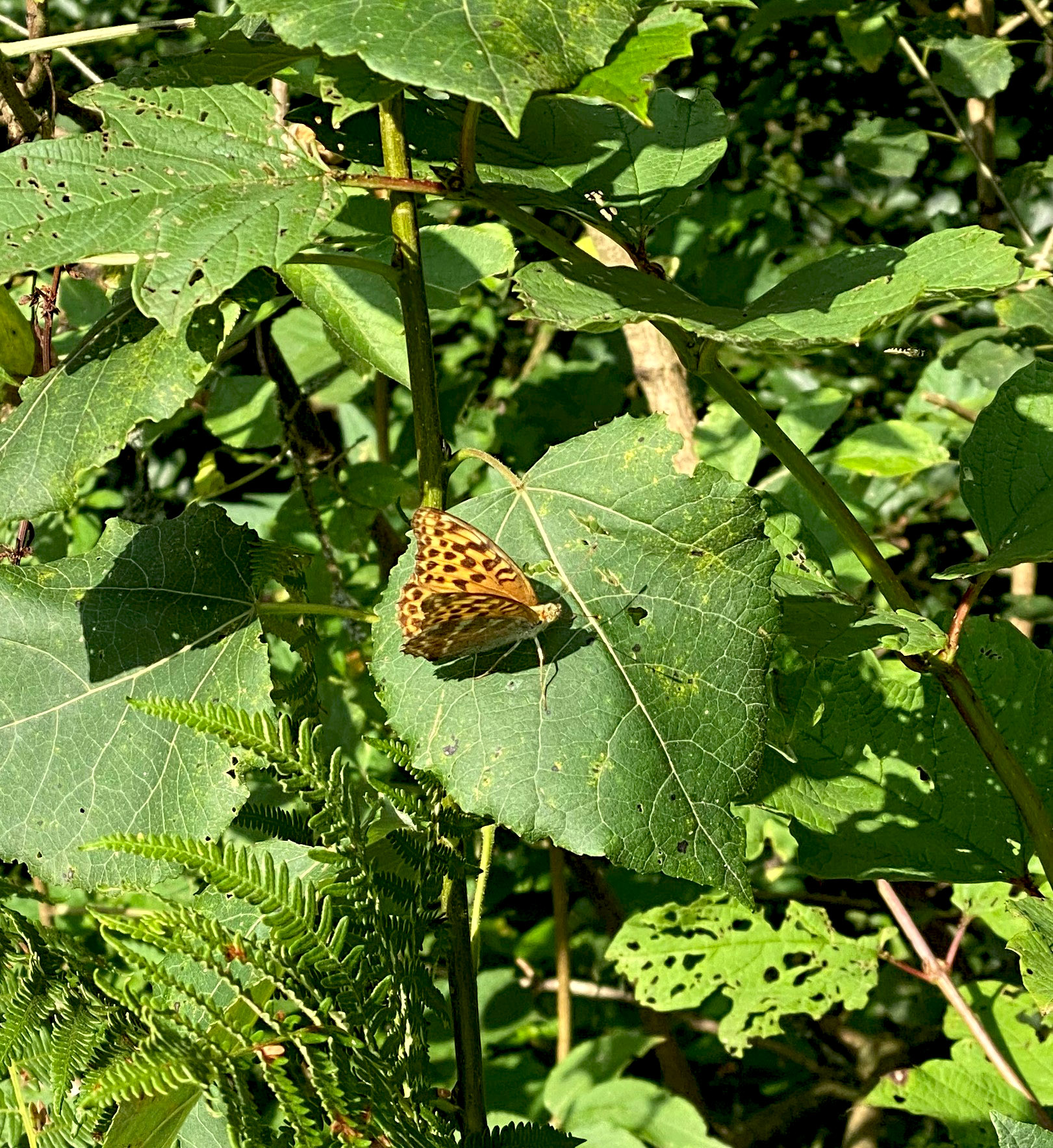
Großer Perlmuttfalter im NSG
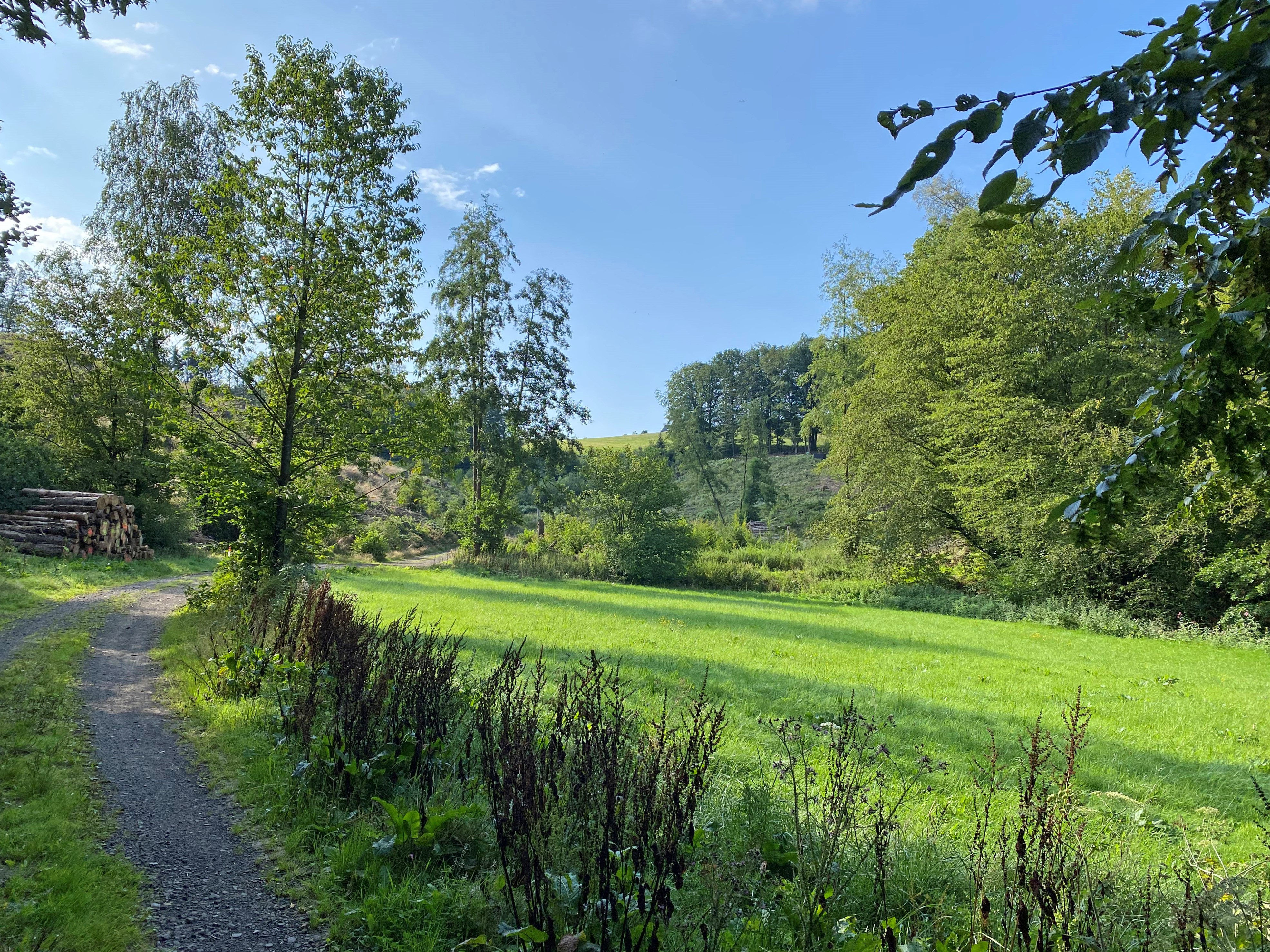
Hirschfelder Bachtal
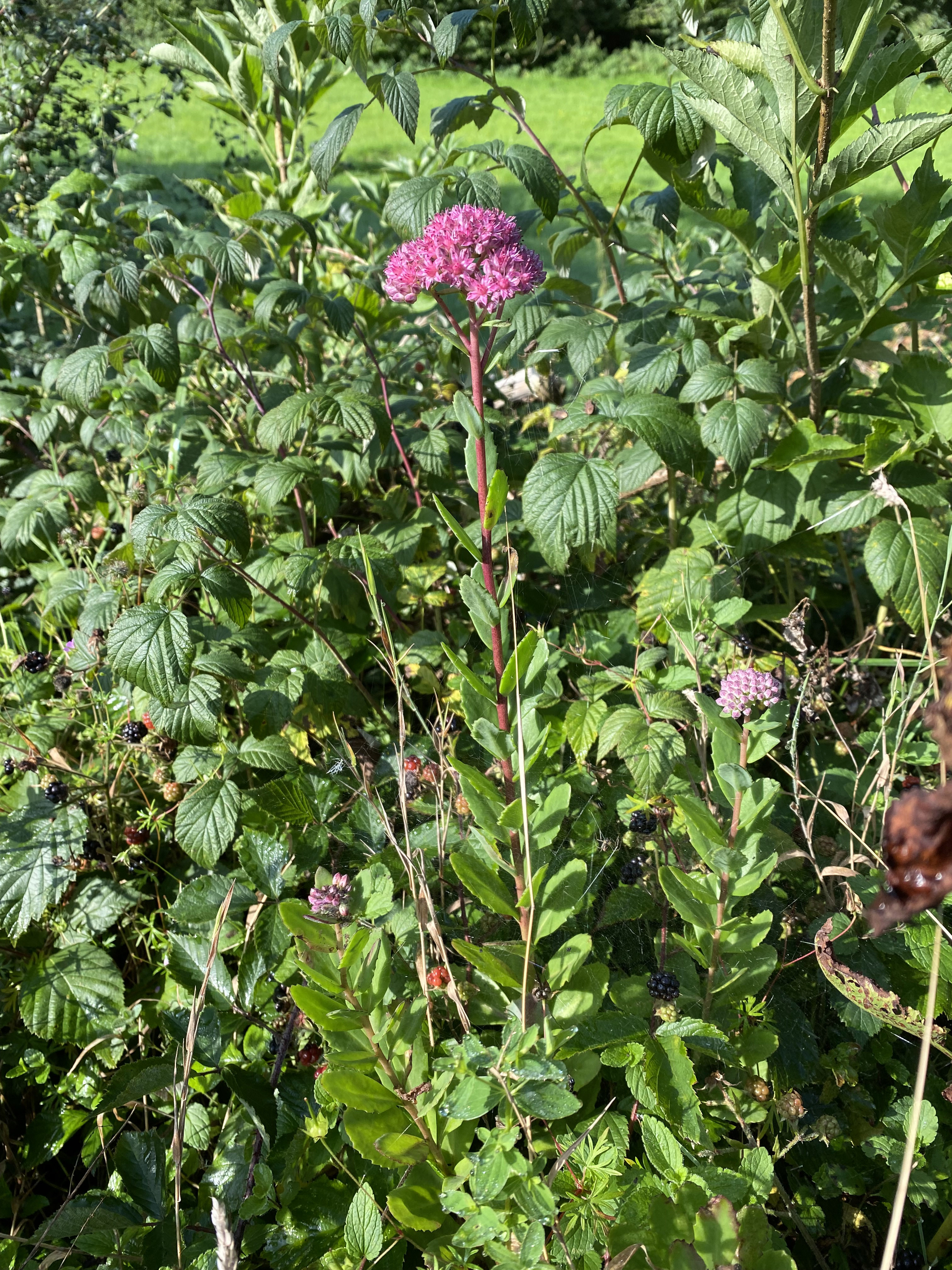
Purpur-Fetthenne im NSG
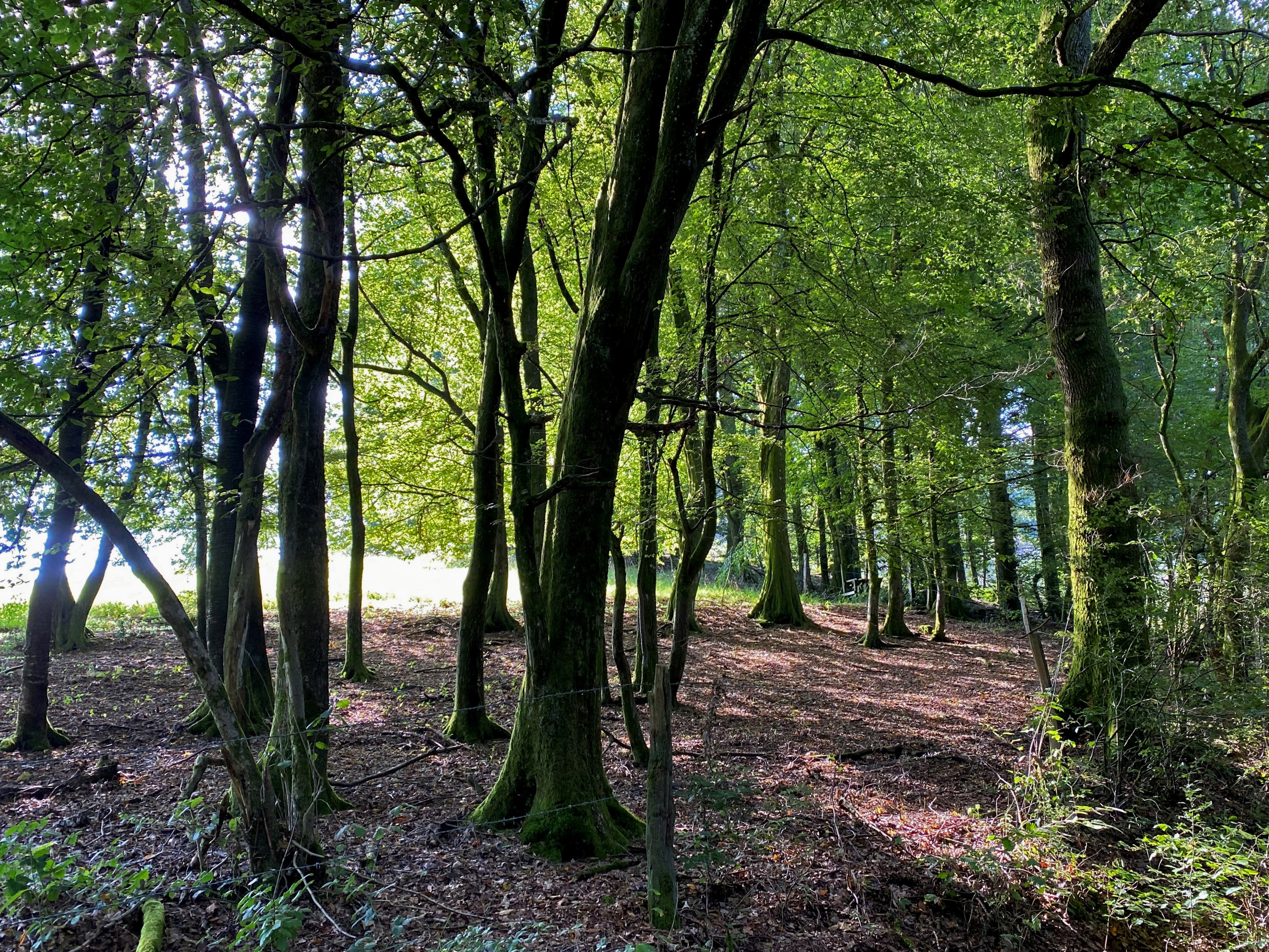
Buchenwald im Hirschfelder Bachtal